# Sean Mackin

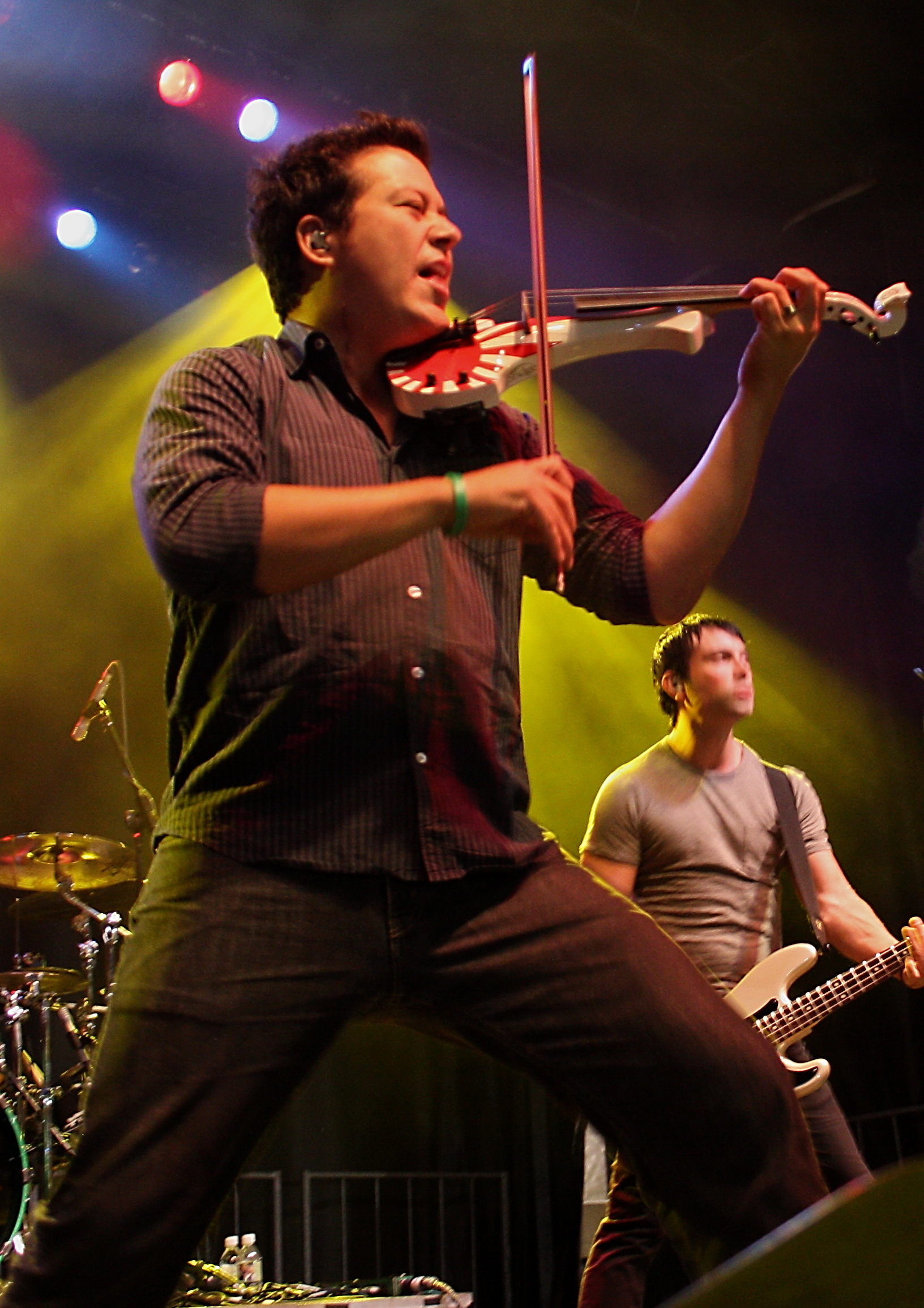
Sean Mackin junto a Yellowcard en Flagstaff, Arizona.

Sean Mackin (30 de abril de 1979) es un músico de rock estadounidense. Es más conocido como el violinista y vocalista de fondo de la banda pop punk estadounidense Yellowcard y ahora es uno de los dos miembros que se han mantenido en la banda desde su formación, junto con su compañero Ryan Key.

## Antes de Yellowcard
Mackin creció en Jacksonville. Comenzó a tocar el violín a los 6 años. Asistió a Douglas Anderson School of Arts. Después de graduarse, consiguió un trabajo en Chili's con su compañero de banda y amigo Ryan Key. Mackin es mitad irlandés y mitad japonés.

## Carrera musical

### Yellowcard (1997-2008; 2011-presente)
Mackin se unió a la banda en 1997, junto a Ben Harper y Longineu W. Parsons. Al principio, Mackin había pedido no tocar el víolin en algunas canciones de Yellowcard, pero después el grupo decidió mantener a Mackin como un miembro permanente. Yellowcard lanzó su primer álbum, Midget Tossing, en 1997. Luego, lanzaron su segundo álbum, Where We Stand en 1999. Después Dobson dejó la banda y fue reemplazado por Ryan Key, quien anteriormente estaba en una banda de California llamada Craig's Brother, como el nuevo cantante de la banda, después de que Ben Harper se lo hubiese preguntado.
Luego la banda lanzó el Still Standing EP a principios de 2000. Poco después del lanzamiento de su EP, Todd Clary dejó la banda, entonces Key lo reemplazó como guitarrista rítmico. La banda se mudó a Camarillo, California, después de haber firmado con Lobster Records. Luego comenzaron a trabajar en su siguiente álbum. 
El grupo lanzó su tercer álbum, One for the Kids en 2001 y seguido con The Underdog EP en 2002. Después del lanzamiento de The Underdog EP, Warren Cooke deja la banda por motivos personales. Más tarde la banda le pidió a su amigo cercano, Peter Mosely de Inspection 12, convertirse en el nuevo bajista de la banda. Después de que Yellowcard lanzara The Underdog EP, la banda firmó con Capitol Records, quienes en ese momento buscaban bandas pop punk. Luego Yellowcard comenzó la grabación de su álbum debut Ocean Avenue a finales de 2002, ganando la banda un gran éxito. Mosley deja la banda durante la grabación del álbum por problemas personales. La banda le pide a Alex Lewis que se una como bajista. Yellowcard lanzó su tercer álbum Ocean Avenue el 22 de julio de 2003 alcanzando el número 23 en U.S. Billboard 200, el álbum fue un éxito comercial en los Estados Unidos con los sencillos Way Away, Ocean Avenue y Only One. 
A finales de 2004, Lewis deja la banda después de que Peter Mosely se reunió como bajista de la banda. En 2005, Mackin se mudó con los otros miembros de la banda a Los Ángeles mientras que Key y Mosley se mudaron a Nueva York a crear material nuevo para su próximo álbum. El guitarrista principal, Ben Harper, deja la banda en abril después de terminar las pistas de guitarra para el álbum. Después la banda le pidió a Ryan Méndez de la banda Staring Back, convertirse en el nuevo guitarrista principal. 
El álbum Lights and sounds fue lanzado en enero de 2006, a diferencia de su último álbum Ocean Avenue, Lights and Sounds separó el sonido pop punk de la banda a un álbum de rock más alternativo. El álbum alcanzó su máximo con el número cinco en U.S. Billboard 200. La canción, Lights and Sounds, fue el primer sencillo, lanzado una semana antes del álbum. Alcanzó el número cuatro en Billboard Hot Modern Rock Tracks. 
El 16 de octubre de 2006, la banda re-ingreso al estudio para comenzar la preproducción de su próximo álbum. Paper Walls fue lanzado en los EE. UU. el 17 de julio de 2007, debutó con el número 13 en U.S. Billboard 200 vendiendo sobre las 40.000 en la primera semana. La banda pasó el resto del año promocionando su nuevo álbum sin parar desde su lanzamiento mientras estaban de gira con Linkin Park y Blue October. 
La banda necesitó reprogramar varias fechas durante una etapa de gira europea en enero mientras Parsons fue a casa para pasar tiempo con su familia. Yellowcard lanzó su álbum en vivo, Live from Las Vegas at the Palms, el 22 de enero de 2008. Fue grabado durante su Blue October Tour 2007 en Las Vegas.
En abril de 2008, Yellowcard anunció oficialmente una Pausa Indefinida cancelando sus giras Europeas y Acústicas. La banda declaró que el motivo de por qué hicieron una pausa, fue para concentrarse en sus vidas personales por un tiempo.
El 1 de agosto de 2010, fue confirmado que Yellowcard había terminado su "Hiatus" y que estaban trabajando en un nuevo disco, titulado When You're Through Thinking, Say Yes. Será lanzado a principios de 2011. La banda estará de gira por Europa en marzo de 2011 junto a All Time Low.